# Александровский (Татарстан)
Алекса́ндровский — посёлок в Лаишевском районе  Республики Татарстан Российской Федерации. Входит в состав Александровского сельского поселения.

## География
Посёлок расположен на автомобильной дороге Казань — Лаишево, в 8 км к северу от города Лаишево. 

## Население
| 1922 | 1926 | 1938 | 1949 | 1958 | 1970 | 1979 | 1989 | 2000 |
| ---- | ---- | ---- | ---- | ---- | ---- | ---- | ---- | ---- |
| 233  | 292  | 330  | 190  | 265  | 339  | 257  | 264  | 281  |

## Экономика
Молочное скотоводство.

## Социальная инфраструктура
Начальная школа, клуб, библиотека.